# La Pommeraye (Calvados)
La Pommeraye is een gemeente in het Franse departement Calvados (regio Normandië) en telt 44 inwoners (2009). De plaats maakt deel uit van het arrondissement Caen.

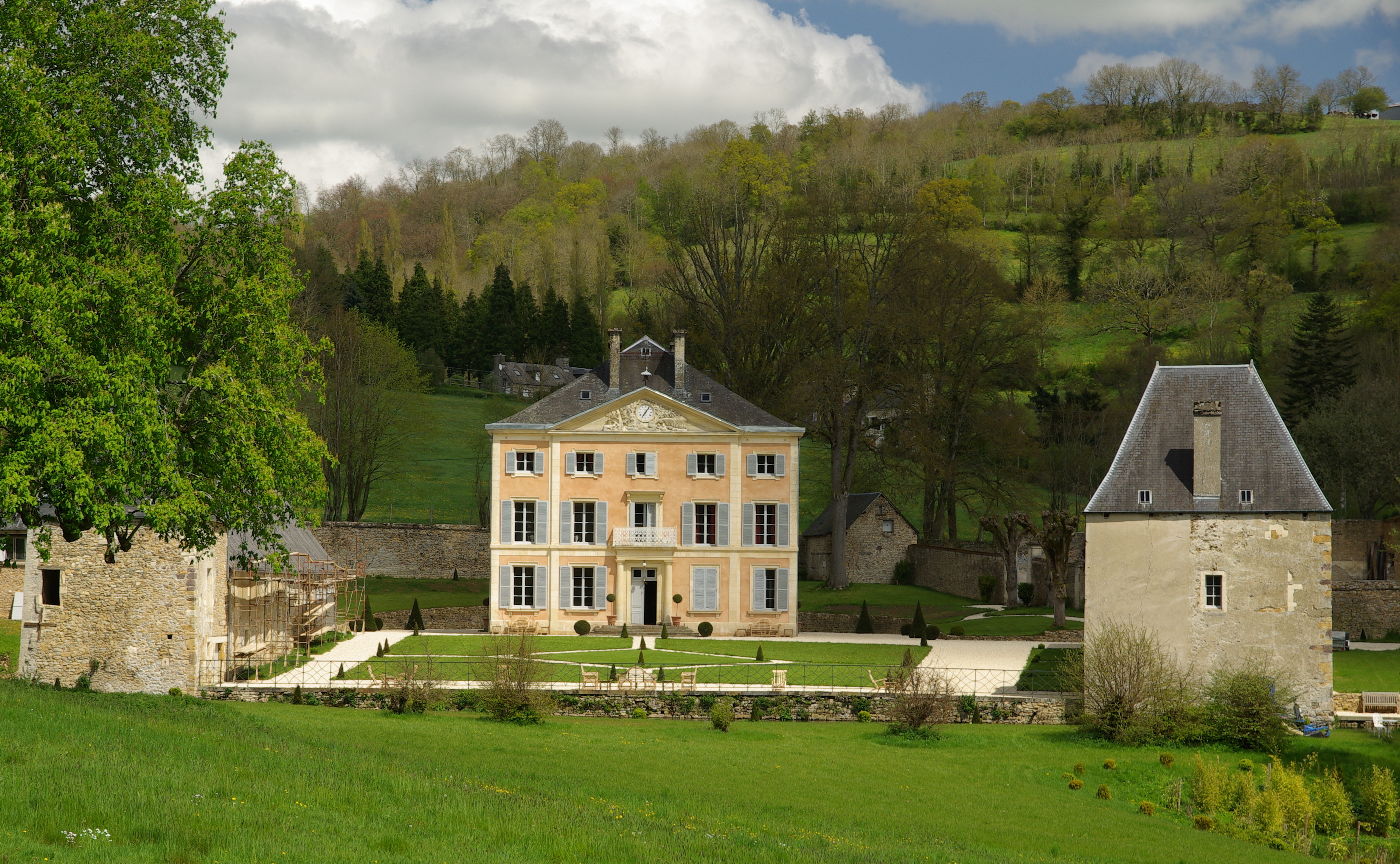
Kasteel van La Pommeraye
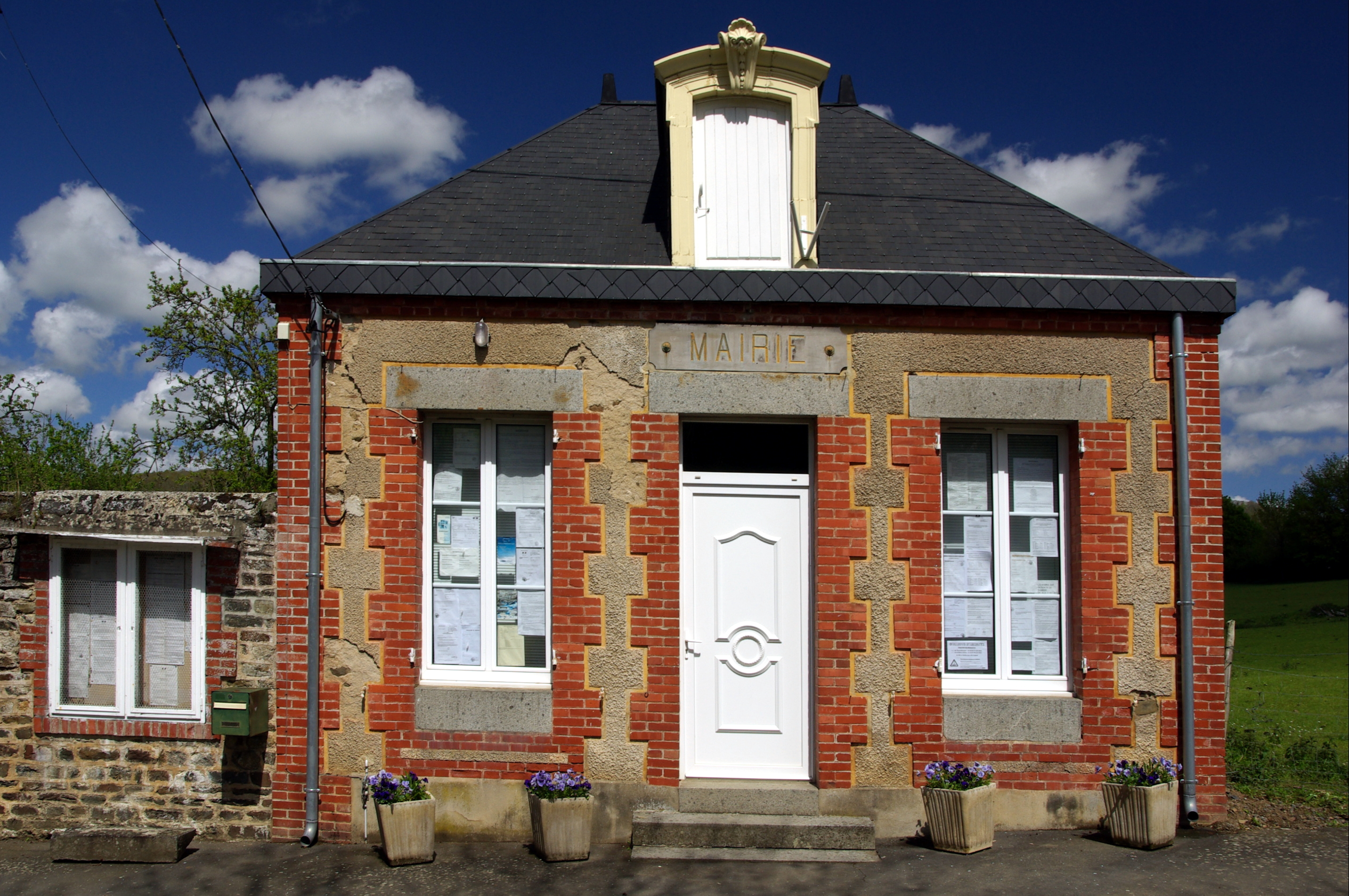
Gemeentehuis

## Geografie
De oppervlakte van La Pommeraye bedraagt 2,9 km², de bevolkingsdichtheid is dus 15,2 inwoners per km².
De onderstaande kaart toont de ligging van La Pommeraye (Calvados) met de belangrijkste infrastructuur en aangrenzende gemeenten.

## Demografie
Onderstaande figuur toont het verloop van het inwonertal (bron: INSEE-tellingen).
Vanwege een beveiligingsprobleem met de MediaWiki Graph-software is het momenteel niet mogelijk deze grafiek weer te geven. Zodra de software is bijgewerkt zal de grafiek vanzelf weer zichtbaar worden.